# Life Support (Madison Beer)
| Recensione    | Giudizio |
| ------------- | -------- |
| NME           |          |
| Pitchfork     | 5,9/10   |
| Riff Magazine | 8/10     |

Life Support è l'album in studio di debutto della cantante statunitense Madison Beer, pubblicato il 26 febbraio 2021 dalla Epic Records.

## Tracce
Crediti adattati a Tidal.
1. The Beginning – 0:58 (Madison Beer, Leroy Clampitt)
2. Good in Goodbye – 2:22 (Madison Beer, Elizabeth Lowell Boland, Isaiah Libeau, Leroy Clampitt, Jeremy Dussolliet, Timothy Sommers)
3. Default – 1:57 (Madison Beer, Rachel Keen, Leroy Clampitt)
4. Follow the White Rabbit – 3:00 (Madison Beer, Rachel Keen, Leroy Clampitt)
5. Effortlessly – 2:49 (Madison Beer, Elizabeth Lowell Boland, Leroy Clampitt, Paul Shelton)
6. Stay Numb and Carry On – 2:44 (Madison Beer, Leroy Clampitt, Jeremy Dussolliet, Timothy Sommers)
7. Blue – 3:50 (Madison Beer, Elizabeth Lowell Boland, Leroy Clampitt)
8. Interlude – 1:50 (Madison Beer, Elizabeth Lowell Boland, Leroy Clampitt)
9. Homesick – 3:47 (Madison Beer, Elizabeth Lowell Boland, Jeremy Dussolliet, Timothy Sommers)
10. Selfish – 3:43 (Madison Beer, Elizabeth Lowell Boland, Jeramye Daniels, Jeremy Dussolliet, Leroy Clampitt, Timothy Sommers)
11. Sour Times – 2:45 (Madison Beer, Elizabeth Lowell Boland, Leroy Clampitt, Jeremy Dussolliet, Timothy Sommers)
12. Boyshit – 2:40 (Madison Beer, Taylor Upsahl, Jake Banfield, Leroy Clampitt, Pete Nappi)
13. Baby – 3:28 (Madison Beer, Elizabeth Lowell Boland, Jeremy Dussolliet, Leroy Clampitt, Timothy Sommers)
14. Stained Glass – 3:28 (Madison Beer, Jeremy Dussolliet, Leroy Clampitt, Timothy Sommers)
15. Emotional Bruises – 3:01 (Madison Beer, Elizabeth Lowell Boland, E. Kidd Bogart, Larus Arnarson, Leroy Clampitt)
16. Everything Happens for a Reason – 2:26 (Madison Beer, Leroy Clampitt)
17. Channel Surfing / the End – 1:44 (Madison Beer, Elizabeth Lowell Boland, Leroy Clampitt, Paul Shelton, Jeremy Dussolliet, Timothy Sommers)

## Tour
Il 17 maggio 2021, Beer ha annunciato la tappa nordamericana del Life Support Tour, composta da 26 date, alla quale ha seguito la tranche europea, composta da 23 date previste per il 2022. Gli artisti d'apertura delle date nordamericane sono stati Maggie Lindemann e Audriix, mentre Leah Kate ha aperto i concerti europei. Il tour ha avuto inizio il 18 ottobre 2021 a Toronto, presso il Queen Elizabeth Theatre, concludendosi il 28 aprile 2022 a Oslo, presso la Vulkan Arena, e include due date in Italia, a Milano e Roma.

### Scaletta
1. The Beginning
2. Baby
3. Good in Goodbye
4. Stay Numb and Carry On
5. Emotional Bruises
6. Reckless
7. Homesick
8. Stained Glass
9. Default
10. Effortlessly
11. Selfish
12. Interlude
13. Blue
14. Sour Times
15. Dear Society
16. Boyshit
17. Follow the White Rabbit
18. Everything Happens for a Reason
19. Sottofondo di chiusura: Don't Stop Me Now dei Queen

### Date
| Data             | Città                | Stato        | Luogo                      |              |              |
| Nord America     | Nord America         | Nord America | Nord America               | Nord America | Nord America |
| ---------------- | -------------------- | ------------ | -------------------------- | ------------ | ------------ |
| 18 ottobre 2021  | Toronto              | Canada       | Queen Elizabeth Theatre    |              |              |
| 20 ottobre 2021  | Montréal             | Canada       | L'Olympia                  |              |              |
| 22 ottobre 2021  | New Haven            | Stati Uniti  | Toad’s Place               |              |              |
| 24 ottobre 2021  | New York             | Stati Uniti  | Terminal 5                 |              |              |
| 25 ottobre 2021  | Boston               | Stati Uniti  | House of Blues             |              |              |
| 26 ottobre 2021  | Filadelfia           | Stati Uniti  | Theatre of Living Arts     |              |              |
| 28 ottobre 2021  | Silver Spring        | Stati Uniti  | The Fillmore               |              |              |
| 30 ottobre 2021  | Charlotte            | Stati Uniti  | The Underground - Fillmore |              |              |
| 31 ottobre 2021  | Atlanta              | Stati Uniti  | The Buckhead Theatre       |              |              |
| 2 novembre 2021  | Lake Buena Vista     | Stati Uniti  | House of Blues             |              |              |
| 3 novembre 2021  | Fort Lauderdale      | Stati Uniti  | Revolution Live            |              |              |
| 5 novembre 2021  | New Orleans          | Stati Uniti  | House of Blues             |              |              |
| 7 novembre 2021  | Houston              | Stati Uniti  | House of Blues             |              |              |
| 9 novembre 2021  | Nashville            | Stati Uniti  | Brooklyn Bowl              |              |              |
| 11 novembre 2021 | Detroit              | Stati Uniti  | Saint Andrews Hall         |              |              |
| 12 novembre 2021 | Chicago              | Stati Uniti  | House of Blues             |              |              |
| 14 novembre 2021 | Minneapolis          | Stati Uniti  | Varsity Theater            |              |              |
| 15 novembre 2021 | Kansas City          | Stati Uniti  | The Truman                 |              |              |
| 17 novembre 2021 | Denver               | Stati Uniti  | Summit Music Hall          |              |              |
| 18 novembre 2021 | Salt Lake City       | Stati Uniti  | The Depot                  |              |              |
| 20 novembre 2021 | Portland             | Stati Uniti  | Roseland Theater           |              |              |
| 21 novembre 2021 | Vancouver            | Canada       | Vogue Theatre              |              |              |
| 22 novembre 2021 | Seattle              | Stati Uniti  | Neptune Theatre            |              |              |
| 24 novembre 2021 | San Diego            | Stati Uniti  | House of Blues             |              |              |
| 27 novembre 2021 | San Francisco        | Stati Uniti  | The Fillmore               |              |              |
| 28 novembre 2021 | Los Angeles          | Stati Uniti  | The Wiltern                |              |              |
| Europa           |                      |              |                            |              |              |
| 28 marzo 2022    | Madrid               | Spagna       | La Riviera                 |              |              |
| 29 marzo 2022    | Barcellona           | Spagna       | Sala Razzmatazz            |              |              |
| 1º aprile 2022   | Milano               | Italia       | Fabrique                   |              |              |
| 2 aprile 2022    | Roma                 | Italia       | Orion                      |              |              |
| 3 aprile 2022    | Zurigo               | Svizzera     | X-TRA                      |              |              |
| 4 aprile 2022    | Monaco di Baviera    | Germania     | Backstage Werk             |              |              |
| 6 aprile 2022    | Francoforte sul Meno | Germania     | Batschkapp                 |              |              |
| 7 aprile 2022    | Colonia              | Germania     | Live Music Hall            |              |              |
| 9 aprile 2022    | Bruxelles            | Belgio       | La Madeleine               |              |              |
| 10 aprile 2022   | Parigi               | Francia      | Olympia                    |              |              |
| 12 aprile 2022   | Londra               | Regno Unito  | O2 Shepherd’s Bush Empire  |              |              |
| 13 aprile 2022   | Londra               | Regno Unito  | O2 Shepherd’s Bush Empire  |              |              |
| 15 aprile 2022   | Manchester           | Regno Unito  | Manchester Academy         |              |              |
| 16 aprile 2022   | Birmingham           | Regno Unito  | O2 Institute               |              |              |
| 18 aprile 2022   | Dublino              | Irlanda      | Olympia Theatre            |              |              |
| 19 aprile 2022   | Belfast              | Regno Unito  | Ulster Hall                |              |              |
| 20 aprile 2022   | Glasgow              | Regno Unito  | O2 Academy                 |              |              |
| 22 aprile 2022   | Amsterdam            | Paesi Bassi  | Melkweg                    |              |              |
| 23 aprile 2022   | Berlino              | Germania     | Metropol                   |              |              |
| 24 aprile 2022   | Hannover             | Germania     | Capitol Hannover           |              |              |
| 26 aprile 2022   | Copenaghen           | Danimarca    | Amager Bio                 |              |              |
| 27 aprile 2022   | Stoccolma            | Svezia       | Fryhuset Klubeen           |              |              |
| 28 aprile 2022   | Oslo                 | Norvegia     | Vulkan Arena               |              |              |

## Classifiche
| Classifica (2021) | Posizione massima |
| ----------------- | ----------------- |
| Australia         | 36                |
| Austria           | 39                |
| Belgio (Fiandre)  | 47                |
| Belgio (Vallonia) | 129               |
| Canada            | 23                |
| Francia           | 134               |
| Irlanda           | 21                |
| Lituania          | 40                |
| Norvegia          | 34                |
| Nuova Zelanda     | 33                |
| Paesi Bassi       | 32                |
| Regno Unito       | 28                |
| Spagna            | 46                |
| Stati Uniti       | 65                |
| Svizzera          | 55                |